# Château de Morioka
 (août 2018).
Le château de Morioka (盛岡城, Morioka-jō) se trouve dans la ville de Morioka, préfecture d'Iwate au Japon. Il fait partie de la liste des cent châteaux japonais remarquables établie par le gouvernement. C'était le lieu de résidence de la famille Nanbu du han de Morioka. Le château est aussi appelé généralement château de Kozukata (不来方城, Kozukata-jō), mais, à strictement parler, ce nom désigne un autre château.

## Description
Le château de Morioka possède une enceinte continue construite sur une colline de granite au centre de Morioka. Le fleuve Kitakami à l'ouest et la rivière Nakatsu au sud-est en étaient les douves extérieures naturelles. Une enceinte secondaire est positionnée sur la partie nord de la citadelle intérieure et un pont peint en rouge enjambe un fossé qui sépare les deux enceintes. Une troisième enceinte se trouve dans sa partie supérieure ; un koshi  (腰曲輪), un　awaji maru (淡路丸) et un sakakiyama (榊山曲輪) renferment la citadelle intérieure.
Par respect pour le shogunat, il n'y a pas de donjon, remplacé par une poivrière de trois étages construite sur la base du donjon.
Le château possède un mur fait de granite blanc qui se distingue parmi les châteaux de la région de Tōhoku, la plupart d'entre eux n'ayant que des forts en terre. Le bâtiment fut détruit durant la restauration de Meiji et les seules constructions qui subsistent encore de nos jours sont un entrepôt fait d'épais murs de mortier qui a été reconstruit dans la partie intérieure du château et une porte dont on dit qu'elle a été déplacée du château au sanctuaire Houon zen dans la ville. Il n'est pas sûr cependant que la porte qui a été reconstruite était la porte du château.
De nos jours, les ruines du château de Morioka ont été transformées en parc Iwate (岩手公園, Iwate kōen) dans lequel un monument porte un poème de Kenji Miyazawa qui aimait profondément le château. S'y trouve également un monument à la mémoire de Takuboku Ishikawa sur lequel on peut lire un de ses poèmes :
不来方のお城の草に寝ころびて (Kozukata no oshiro no kusa ni nekorobite)

空に吸はれし (sora ni suwareshi)

十五の心 (jū-go no kokoro)

Je me suis allongé sur l'herbe du château de Kozukata,

absorbé par le ciel,

mon cœur de quinze ans.

## Histoire
Comme indiqué ci-dessus, le château servait de résidence au clan Nanbu et de siège au domaine de Morioka durant la période Edo. Il fut occupé par les Nanbu jusqu'après la guerre de Boshin, quand le gouvernement assigna la famille au château de Shiroishi qui faisait formellement partie du domaine de Sendai.